# باراسات
باراسات
شهر باراسات (به انگلیسی: Barasat) با جمعیت ۳۹۰٫۱۹۱ نفر در ایالت بنگال غربی در کشور هند واقع شده‌است.